# Reinoud I van Bourgondië
Reinoud I van Bourgondië (986-1057) was de tweede zoon van Otto Willem van Bourgondië en Ermentrudis van Roucy.
In 1024 kreeg Reinoud van zijn vader een aandeel in het bestuur, samen met zijn neef Otto. In 1026 overleden zijn vader en zijn neef allebei en volgde Reinoud hen op als graaf van de Amous (ten westen van Besançon), de Varais (rondom Besançon), de Portois (ten noorden van Besançon), de Mâconnais (rondom Mâcon), en de Escuens (ten zuiden van Besançon) in het Bourgondië, en als graaf van Beaumont, Fouvent en Oscheret (tussen Beaumont en de Amous), in het koninkrijk Frankrijk. Ook erfde hij het eigendom van de zeer winstgevende zoutmijnen van Salines en grote persoonlijke bezittingen (vooral in Frankrijk). In 1027 werd hij gevangengenomen door de bisschop van Auxerre maar werd daarna bevrijd door troepen van zijn schoonvader, Richard II van Normandië.
In 1033 steunde Reinoud de pogingen van Odo II van Blois om koning van Bourgondië te worden. Reinoud was wel zo voorzichtig om zich in die periode in Dijon (dus in Frankrijk) te vestigen. In 1037 nam hij deel aan de mislukte veldtocht van Odo naar Aken (stad). Nadat Odo was verslagen en gedood, verzoende Reinoud zich met keizer Koenraad II de Saliër en kreeg van hem de titel van paltsgraaf. In 1038 huldigde Reinoud keizer Hendrik III in Solothurn.
In 1043 verloor Reinoud Besançon aan de bisschop van die stad. En in 1044 verloor Reinoud Montbéliard toen de keizer die stad aan Lodewijk van Mömpelgard schonk (Mömpelgard is de Duitse naam van Montbéliard). Een poging om de stad te heroveren werd door Lodewijk met hulp van de keizer afgeslagen. Reinoud werd begraven in de kathedraal van Besançon.
Reinoud huwde met Adelheid, dochter van hertog Richard II van Normandië en Judith van Bretagne en was vader van:
- Willem I
- Guy (ovl. na 1069), tegenkandidaat van een Normandische adelsfractie voor de hertogstitel (aanspraken via zijn moeder) tegen Willem de Veroveraar (die een bastaard was). Guy werd opgevoed in Normandië en bezat kastelen in Brionne en Vernon (Eure). In 1046 probeerde hij tevergeefs om Willem te ontvoeren en in 1047 werd hij verslagen in de slag bij Val-lès-Dunes. Hij wist zich drie jaar lang nog te verschansen in zijn kastelen en maakte toen gebruik van de hem geboden vrije aftocht. Eerst verbleef hij nog aan het hof van Godfried II van Anjou en keerde daarna terug naar Bourgondië. Tot zijn dood heeft hij complotten gesmeed tegen zijn broer, om zijn macht en bezittingen over te kunnen nemen.
- Hugo
- mogelijk Fulco

Reinoud had mogelijk een tweede vrouw met de naam Judith, maar er zijn interpretaties die stellen dat ze dezelfde is als Adelheid.

## Voorouders
| Voorouders van Reinoud I van Bourgondië | Voorouders van Reinoud I van Bourgondië                                  | Voorouders van Reinoud I van Bourgondië                                  | Voorouders van Reinoud I van Bourgondië                                  | Voorouders van Reinoud I van Bourgondië                                  | Voorouders van Reinoud I van Bourgondië                                  | Voorouders van Reinoud I van Bourgondië                                  | Voorouders van Reinoud I van Bourgondië                                  | Voorouders van Reinoud I van Bourgondië                                  |
| --------------------------------------- | ------------------------------------------------------------------------ | ------------------------------------------------------------------------ | ------------------------------------------------------------------------ | ------------------------------------------------------------------------ | ------------------------------------------------------------------------ | ------------------------------------------------------------------------ | ------------------------------------------------------------------------ | ------------------------------------------------------------------------ |
| Overgrootouders                         | Berengarius II (900-966) ∞ Willa III van Toscane (912-970)               | Berengarius II (900-966) ∞ Willa III van Toscane (912-970)               | Lambert I van Chalon (–987) ∞ Adelheid van Chalon (-)                    | Lambert I van Chalon (–987) ∞ Adelheid van Chalon (-)                    | ? (–) ∞ ? (-)                                                            | ? (–) ∞ ? (-)                                                            | Giselbert II (885–939) ∞ 928 Gerberga van Saksen (913-984)               | Giselbert II (885–939) ∞ 928 Gerberga van Saksen (913-984)               |
| Grootouders                             | Adelbert I van Ivrea (932-971) ∞ 960 Gerberga van Dijon (940-991)        | Adelbert I van Ivrea (932-971) ∞ 960 Gerberga van Dijon (940-991)        | Adelbert I van Ivrea (932-971) ∞ 960 Gerberga van Dijon (940-991)        | Adelbert I van Ivrea (932-971) ∞ 960 Gerberga van Dijon (940-991)        | Ragenold van Roucy (905–967) ∞ Alberada (929 - 967)                      | Ragenold van Roucy (905–967) ∞ Alberada (929 - 967)                      | Ragenold van Roucy (905–967) ∞ Alberada (929 - 967)                      | Ragenold van Roucy (905–967) ∞ Alberada (929 - 967)                      |
| Ouders                                  | Otto Willem van Bourgondië (962-1026) ∞ Ermentrudis van Roucy (959-1004) | Otto Willem van Bourgondië (962-1026) ∞ Ermentrudis van Roucy (959-1004) | Otto Willem van Bourgondië (962-1026) ∞ Ermentrudis van Roucy (959-1004) | Otto Willem van Bourgondië (962-1026) ∞ Ermentrudis van Roucy (959-1004) | Otto Willem van Bourgondië (962-1026) ∞ Ermentrudis van Roucy (959-1004) | Otto Willem van Bourgondië (962-1026) ∞ Ermentrudis van Roucy (959-1004) | Otto Willem van Bourgondië (962-1026) ∞ Ermentrudis van Roucy (959-1004) | Otto Willem van Bourgondië (962-1026) ∞ Ermentrudis van Roucy (959-1004) |